# BVA Cup 2022 (maschile)
La BVA Cup 2022, 15ª edizione della BVA Cup di pallavolo maschile, si è svolta dal 20 al 21 settembre 2022: al torneo hanno partecipato tre squadre di club appartenenti a federazioni afferenti alla BVA e la vittoria finale è andata per la prima volta al Cizre.

## Formula
La formula ha previsto semifinali e finale, giocate in gara unica.

## Squadre partecipanti
- Pejë
- Dor Chișinău
- Cizre

## Torneo

### Tabellone
|  | Semifinali   | Semifinali |      |       | Finale | Finale |  |
|  |              |            |      |       |        |        |  |
|  | Cizre        | 3          |      |       |        |        |  |
|  | Cizre        | 3          |      |       |        |        |  |
|  | Dor Chișinău | 0          |      |       |        |        |  |
|  | Dor Chișinău | 0          |      | Cizre | 3      |        |  |
|  |              |            |      | Cizre | 3      |        |  |
|  |              |            | Pejë | 0     |        |        |  |

### Risultati

#### Semifinali
| 20 settembre 2022 Şırnak Kapalı Spor Salonu, Şırnak Durata: 1h:01 - Spettatori: 450 | Cizre | 3 - 0 | Dor Chișinău | 25-17, 25-10, 25-9 |

#### Finale
| 21 settembre 2022 Şırnak Kapalı Spor Salonu, Şırnak Durata: 1h:05 - Spettatori: 550 | Cizre | 3 - 0 | Pejë | 25-10, 25-19, 25-14 |

## Classifica finale
| Pos | Squadra      |
| --- | ------------ |
|     | Cizre        |
| 2   | Pejë         |
| 3   | Dor Chișinău |